# La Adrada (kommun)
Adrada är en kommun i Spanien. Den ligger i provinsen Ávila i den autonoma regionen Kastilien och León i centrala delen av landet, 80 km väster om huvudstaden Madrid. Antalet invånare är 2 796 (2024).